# Sokołów (rejon kamionecki)
Sokołów (ukr.  Соколів) – wieś w obwodzie lwowskim, w rejonie lwowskim (wcześniej w rejonie kamioneckim) na Ukrainie.
W II Rzeczypospolitej gmina wiejska. Od 1 sierpnia 1934 r., w ramach reformy scaleniowej stała się częścią gminy Dziedziłów w powiecie kamioneckim.
W czasie okupacji niemieckiej mieszkająca tutaj ukraińska rodzina Masłów udzielała pomocy żydowskim siostrom, Rosie i Beli Kohl. W 2013 roku Instytut Jad Waszem uhonorował za to pośmiertnie tytułami Sprawiedliwych wśród Narodów Świata Iwana i Teklę Masłów.

## Położenie
Według Słownika geograficznego Królestwa Polskiego i innych krajów słowiańskich: to wieś w powiecie Kamionka Strumiłowa, położona 17 km na południe od Kamionki Strumiłowej.